# Sericomyrmex bondari
Sericomyrmex bondari är en myrart som beskrevs av Borgmeier 1937. Sericomyrmex bondari ingår i släktet Sericomyrmex och familjen myror. Inga underarter finns listade i Catalogue of Life.